# Mini Moke
Der Mini Moke ist ein auf dem Mini basierendes Fahrzeug und wurde von Alec Issigonis für die British Motor Corporation (BMC) entworfen. Der Name kommt vom „Mini“ – das Auto, mit dem der Moke viel gemeinsam hat, und „moke“, einem veralteten britischen Jargon für Esel.
Das Ausgangsdesign war ein Buckboard genannter Prototyp, der genutzt wurde um die mechanischen Komponenten des Minis im Fahrbetrieb zu testen. Später wurde daraus ein leichtes militärisches Fahrzeug in der Art des amerikanischen Jeeps entwickelt, der allerdings wegen seiner kleinen Räder und der geringen Bodenfreiheit nicht als Geländewagen brauchbar war. Folglich wurde er in einer Zivilversion als Gebrauchsfahrzeug mit geringen Kosten und leichter Wartbarkeit angeboten.
Seinen Erfolg erzielte der Moke schließlich – als Alternative zum VW-Buggy – als populäres Kultfahrzeug in Australien, Frankreich, den Vereinigten Staaten und in vielen tropischen Ferienorten.
Der ursprüngliche Moke benutzte den gleichen Motor, Getriebe und Aufhängung wie der Mini, seiner Abstammung vom Buckboard ist auch das B in den Chassisnummern (AAB=Austin; MAB=Morris) der englischen Varianten geschuldet.

## Moke-Versionen

### Prototypen
1959 wurden sieben Prototypen des Moke gebaut, zu erkennen u. a. an der Mini-typischen Unterbringung von Tank und Batterie im Heck. Ein Fahrzeug dieser Fertigungsreihe (Chassisnummer: SPL 466) hängt im Haynes Motor Museum, in Sparkford, Somerset.
1962 wurde ein Modell der 1959er-Reihe zum Twinny (mit zwei Antriebseinheiten) umgebaut. Der zusätzliche Motor im Heck trieb die Hinterräder an. Zeitgleich wurde eine zweite Reihe aufgelegt, bei denen die Batterie und der Tank nun (wie beim Twinny und den späteren Serienmodellen) seitlich zwischen den Achsen angebracht waren. Diese Reihe hatte auch ein Verdeck und Blinker.
1962 wurden auch Mokes mit kürzerem Radstand und vereinfachter Karosserie hergestellt, die von der Rhodesischen Armee getestet wurden und bereits die Mark-I-Seriensitze hatten. 1964 (zeitgleich mit Beginn der Serienfertigung) wurde die Idee des Twinnys nochmals aufgegriffen, diesmal mit speziell angefertigten Karosserien, die ansonsten der nun offiziell lieferbaren Mark-I-Reihe entsprachen.
In Australien wurden Ende der 1970er einige vierradgetriebene Mokes mit einem Motor gebaut, die Produktion in Sydney erreichte jedoch nie Marktreife.

### Britischer Moke 1964 – 1968
Nachdem der Verkauf des Moke an das Militär nicht geklappt hatte, fiel 1963 die Entscheidung, eine zivile Version für gewerbliche Anwendungen zu bauen. Als der Wagen 1964 vorgestellt wurde, wurde wegen der Umsatzsteuer beschlossen, ihn als PKW und nicht wie vorgesehen als LKW zu verkaufen.
Alle Mokes wurden mit 848-cm³-Motor ausgeliefert, als Sonderausstattung konnte man Passagiersitze, Haltegriffe, Heizung, Scheibenwaschanlage, Verdeck und Scheibenwischer für die Beifahrerseite bestellen. Allerdings mussten alle Extras selbst angebracht werden.
Der Mark-I-Moke hatte einen einzelnen Scheibenwischer und einen am Boden montierten Fernlichtschalter. Die einzig verfügbare Farbe war Grün.
1967 kam der Mark-II-Moke, er hatte einen Beifahrer-Scheibenwischer, und der Fernlichtschalter war mit dem Richtungswechselschalter kombiniert, diese Mokes waren auch in weiß verfügbar.
Insgesamt wurden in England 14.518 Mokes gebaut, davon gingen 90 % in den Export.

### Afrikanischer Moke 1964 – 1967
Ungefähr 300 Mark-I-Mokes, die als Teilesätze (Completely Knocked Down, CKD) exportiert wurden, wurden in der Stadt Umtali in Rhodesien/Simbabwe zusammengebaut.
Diese wurden auf einem Extraschild neben der Fahrgestellnummer durchnummeriert. Darauf steht ASSEMBLED IN RHODESIA BODY No. XXX.

### Australischer Moke 1966 – 1982
Ab 1966 wurden auch in Sydney Mokes (auch: BMC YDO7/YDO18) hergestellt, 1968 wurde die gesamte Produktion nach Australien verlegt.
Anfangs wurden die Mokes noch mit 10″-Rädern gebaut, später bekamen sie wegen der größeren Bodenfreiheit 13″-Räder. Damit verbunden war u. a. ein geändertes Heckblech und längere hintere Achsschwingen in Kombination mit einem zusätzlichen Rand um die Radläufe. Die Metallsitze wurden gegen Sitze getauscht, die aus einem verschweißten Rohrrahmen samt Federung bestehen. Diese Variante hatte anfangs auch einen 998-cm³-Motor, später wurde auf 1098 cm³ gewechselt, 1976 wurde wegen der Abgasnorm in Australien wieder der 998-cm³-Motor verwendet.
Als werksseitige Extras gab es Überrollbügel, Scheinwerfergitter, Stollenreifen und seitliche Verdecke.
1972 wurde das Modell Californian mit 1275-cm³-Motor für den amerikanischen Markt gebaut.
1975 gab es eine Pick-up-Version mit 1,45 m × 1,50 m Ladefläche.
1976, als die zweite Ausgabe des Californian-Modells herauskam, konnte man ein Radio und Metalliclackierung bestellen.
Ab 1979 wurden Mokes mit einer aus Zintec-Blech bestehenden Karosserie, Überrollbügel, größerem Tank, anderem Verdeck und erneut geänderten Sitzen ausgeliefert.
In Australien wurden insgesamt 26.142 Mokes produziert.

### Portugiesischer Moke 1980 – 1990
Als die Produktion in Australien dem Ende zu ging, wurde die Herstellung zu British Leyland Motor Corporation nach Vendas Novas in Portugal verlegt. Dort wurden ca. 8500 Stück gebaut, anfangs noch mit 13″-Rädern, ab 1986 dann mit 12″-Rädern, um mehr Standardteile des Mini verwenden zu können.
Als Extras gab es Alu-Felgen, Ölwannenschutz, Ersatzradabdeckung und ein Hardtop.

### Cagiva Moke 1990 – 1993
Der italienische Motorradhersteller Cagiva kaufte 1990 von der MG Rover Group die Fertigungsrechte für den Moke, bis 1993 wurde er weiterhin in Portugal hergestellt. Als Werkzeuge und Maschinen nach Bologna in Italien gebracht wurden, sollten dort ab 1995 wieder Mokes produziert werden, was allerdings nie geschah. Cagiva stellte nur ca. 1500 Mokes her.
Insgesamt wurden 49.937 Mokes gebaut. Die englische Firma M-Parts hat später alle noch verfügbaren Ersatzteile sowie die Pressen und die Formen aufgekauft und stellt seitdem wieder Reparatur- und Originalbleche her.

### „electric“ Moke ab 2022
Die Firma Moke International baut ihren Elektro-Moke wieder im Vereinigten Königreich. Die Leistung beträgt 33 kW (45 PS), die Höchstgeschwindigkeit 100 km/h, die Reichweite wird mit 144 km angegeben.

## Originale Erhaltung
Viele Mokes sind nicht mehr im originalen Zustand, was mit den kurzen Bauzeiten und den geringen Stückzahlen der einzelnen Modelle zusammenhängt. Die Herstellungsprozesse sahen Rostvorsorge nicht vor. Viele Teile des Mini können auch am Moke benutzt werden, was originale Erhaltungszustände selten macht.

## Popularität

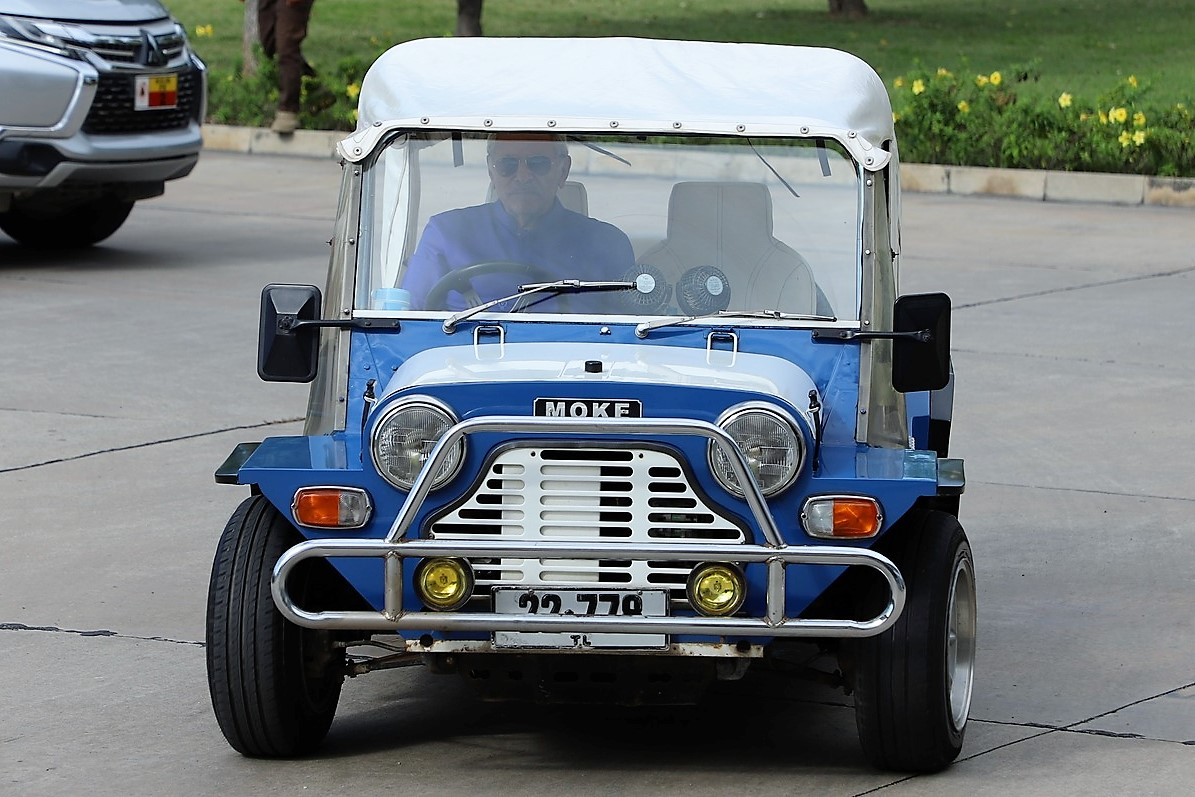
Osttimors Präsident Ramos-Horta in seinem bekannten Moke

Im James-Bond-Film Leben und sterben lassen kam ein Mini Moke vor. James Bond steuert auf eine Yacht zu und steigt aus. In den Bond-Filmen Man lebt nur zweimal, Der Spion, der mich liebte und Moonraker wurde der Moke als Lastentransporter in den Hauptsitzen des jeweiligen Bösewichts eingesetzt.
In der englischen Fernsehserie Nummer 6 (Originaltitel: The Prisoner) fuhren Mokes als Taxi durch die Stadt.
In der Fernsehserie Die 2 fährt in Folge 2 (Geschäfte mit Napoleon) Tony Curtis von der Rollbahn ans Meer, und in Folge 20 (Die Jagd nach der Formel) spielt ein Moke als Rakete mit.
Außerdem spielen in einigen Filmen mit Louis de Funès, Balduin, der Ferienschreck (Les grandes vacances), Fantomas gegen Interpol (Fantômas contre Interpol), Alles tanzt nach meiner Pfeife (L’homme orchestre) und Louis und seine verrückten Politessen (Le Gendarme et les Gendarmettes) Mokes mit.
Im Liebesroman More – mehr – immer mehr (More) von Barbet Schroeder und in dem Film Die Sammlerin (La Collectionneuse) spielt ebenfalls ein Moke mit, auch in der französisch-italienischen Komödie Pack den Tiger schnell am Schwanz (Le diable par la queue) und im Film Brutale Stadt (Città violenta) von Sergio Sollima, des Weiteren in den Filmen von Georges Lautner Nimm’s leicht, nimm Dynamit (Ne nous fâchons pas) und Ein Mädchen wie das Meer (La grande sauterelle).
In der Carry-On-Filmreihe spielt im Film Das total verrückte Campingparadies (Carry On Camping) derselbe Moke wie in der Folge 6.26 Der Club des Gaslichtmörders der Fernsehserie Mit Schirm, Charme und Melone (The Avengers) mit.
Ein gelber Moke spielt eine wichtige Rolle in der Filmkomödie Zwölf plus eins von 1969 mit Vittorio Gassman und Sharon Tate.
Das Cover der Schallplatte Best of von Dave Dee, Dozy, Beaky, Mick & Tich zeigte die Band auf einem Mini Moke. Erst auf den zweiten Blick wird hier ersichtlich, dass etwas mit dem Bild nicht stimmt: Offensichtlich ist die Platte für den europäischen Markt gemacht worden. Damit das Lenkrad auf der „richtigen“ Seite zu sehen ist, wurde das Bild kurzerhand gespiegelt (zu erkennen an dem fehlenden Tankdeckel auf der linken Seite und den drei Abdeckungen). Der Tank war bei allen Modellen mit seitlichem Tank immer links, egal ob Rechts- oder Linkslenker, und die Staufächer bzw. der Akku immer rechts.
Auf dem Cover von Brigitte Bardots La Madrague sieht man sie mit Hunden in ihrem grünen Mark-I-Austin Mini Moke. Auch in Spécial Bardot, einem Fernsehfilm von 1968, sieht man sie mit diesem Moke.
Der niederländische Fotograf Ed van der Elsken besaß in seiner Zeit in Edam (ab 1971) einen grünen Mini Moke, der in seine Fotos und Filme Eingang fand.
Osttimors Staatspräsident José Ramos-Horta ist im Land bekannt für seinen privaten blauen Moke, mit dem er oft statt mit einer Staatskarosse unterwegs ist.

## Nachbauten
Es gab diverse Nachbauten des Moke, die jedoch optisch neue Wege gehen und teilweise nur die Idee (offene Karosserie aus vielen geraden Blechen) des Moke aufweisen und technisch auf dem Mini basieren. Viele dieser Nachbauten wurden mittels Rohrrahmen realisiert.

### „China“-Moke, Bausatzauto
2007 ließ eine Firma aus England in China Moke-Kit Cars herstellen; diese sind leicht zu erkennen an den fehlenden Sicken der inneren Bleche und einem außenstehenden Schweller zwischen den Radläufen. Die Bleche sind (ohne erhebliche Bearbeitung) nicht mit dem originalen Moke kombinierbar.

### „eMK6“-Moke, Elektroauto seit 2012
Seit 2012 baut eine Firma aus Süd-Frankreich Elektro-Mokes unter dem Namen eMK6 auf Basis des China-Moke, diese haben 15 kW Motorleistung und erreichen eine Höchstgeschwindigkeit von 85 km/h. Allerdings kann dieses Modell nur als Zweisitzer geliefert werden. Der Preis für solch einen Moke liegt bei 22.500 Euro.

### „Thailand“-Moke, seit 2014
2014 tauchte in Thailand bei der Thai Motor Expo in Bangkok ein Moke-Nachbau auf, er hat einen etwas breiteren Kühlergrill und einen 1-l-Ottomotor mit 34 kW (50 PS).

## Moke und Tourismus
Auf den Inselstaaten Seychellen, Barbados und Mauritius war der Moke als Strandbuggy sehr beliebt.
Auf vielen griechischen Inseln wurden Mini Mokes an Touristen vermietet, damals hatten touristische Mietwagen keine Klimaanlage, so dass der Moke sehr beliebt war. Nach Einstellung der Produktion des Mini Moke wurden die letzten Fahrzeuge Mitte der 1990er-Jahre vom Mietwagenmarkt genommen.
Bis 2006 wurden in Macau noch Mokes an Touristen vermietet, was aber wegen neuer Sicherheitsvorschriften dann nicht mehr möglich war.
Auf der kleinen australischen Insel Magnetic Island (Stand 2016) und auf Anegada BVI (Stand 2022) kann man noch Mokes mieten.

## Bildergalerie

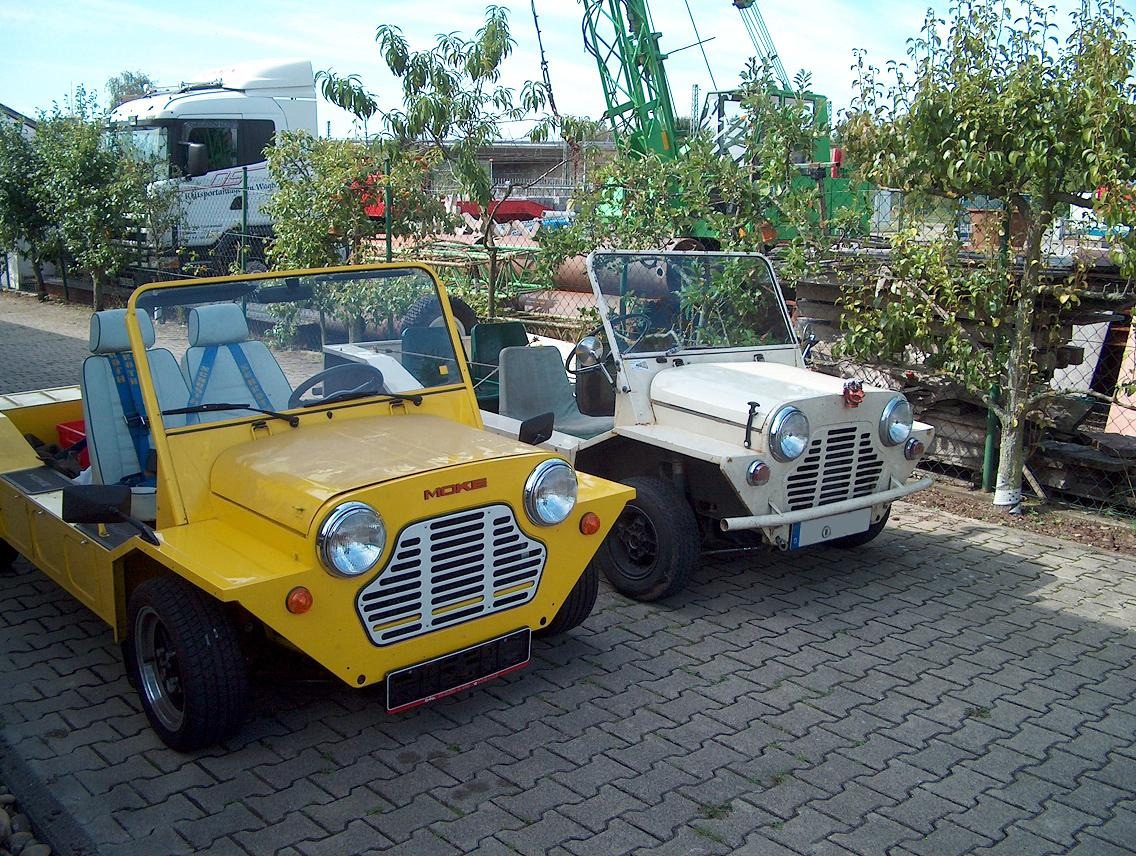
Cagiva Moke (1993, gelb) und Morris-Moke (1967, weiß)
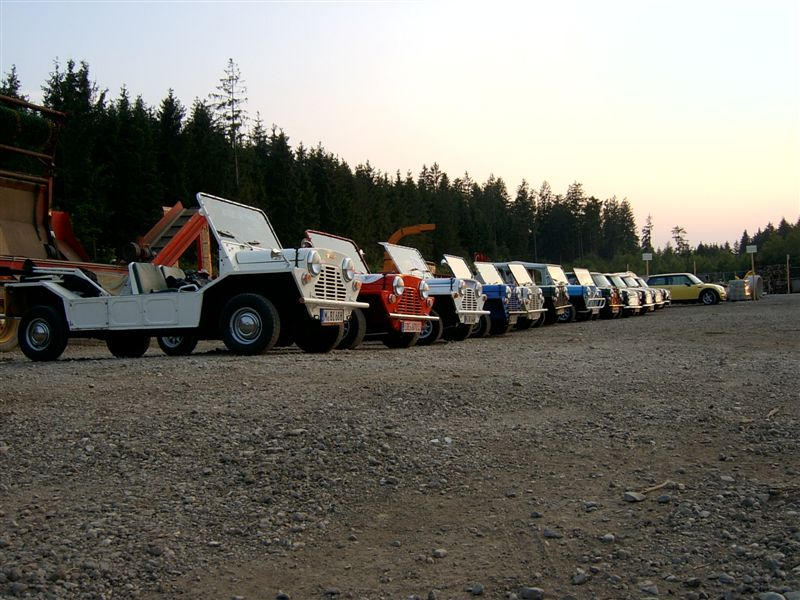
Mokefest 2004 vom Mini Club München 1980 e. V.
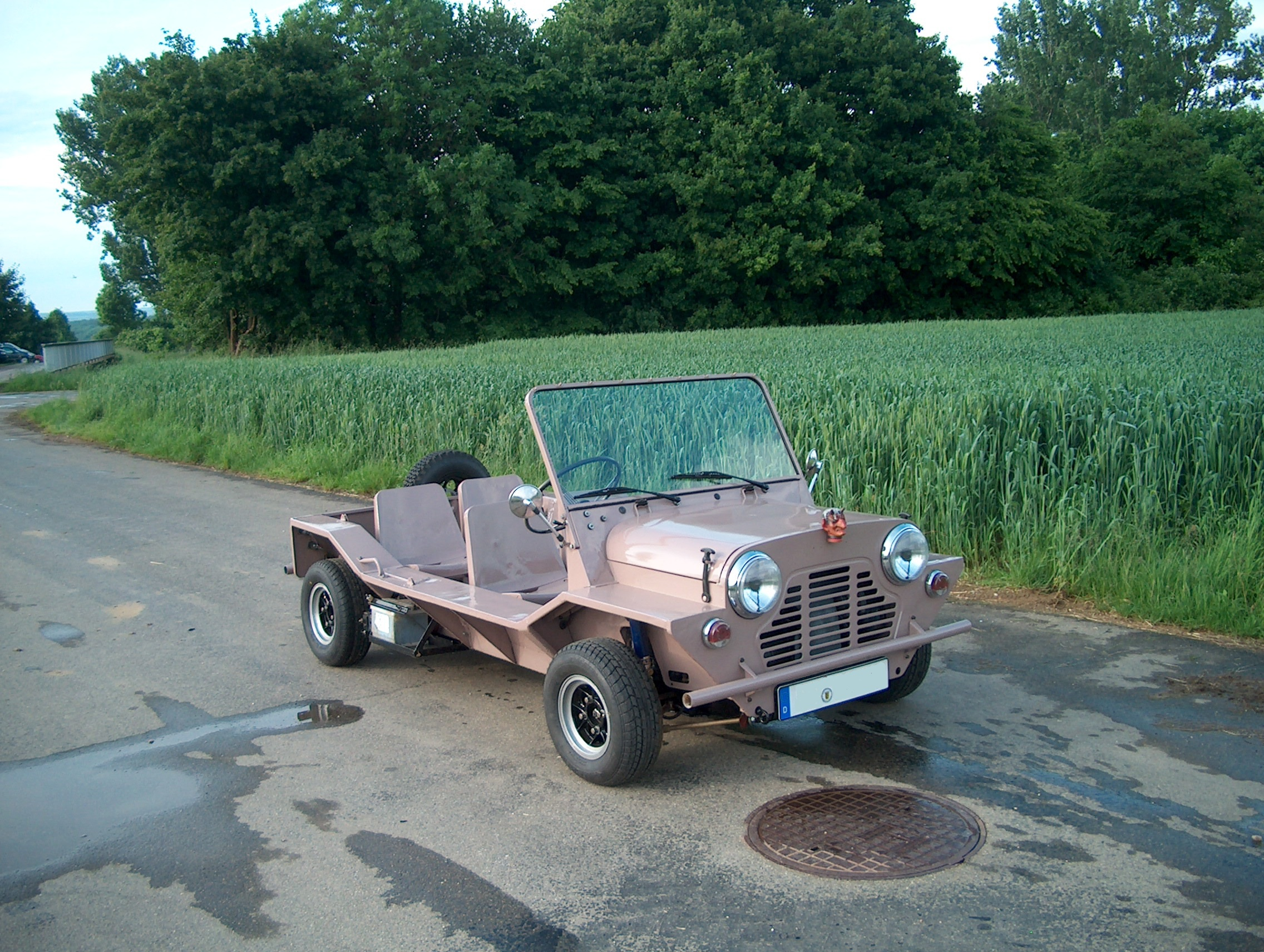
Mini Moke
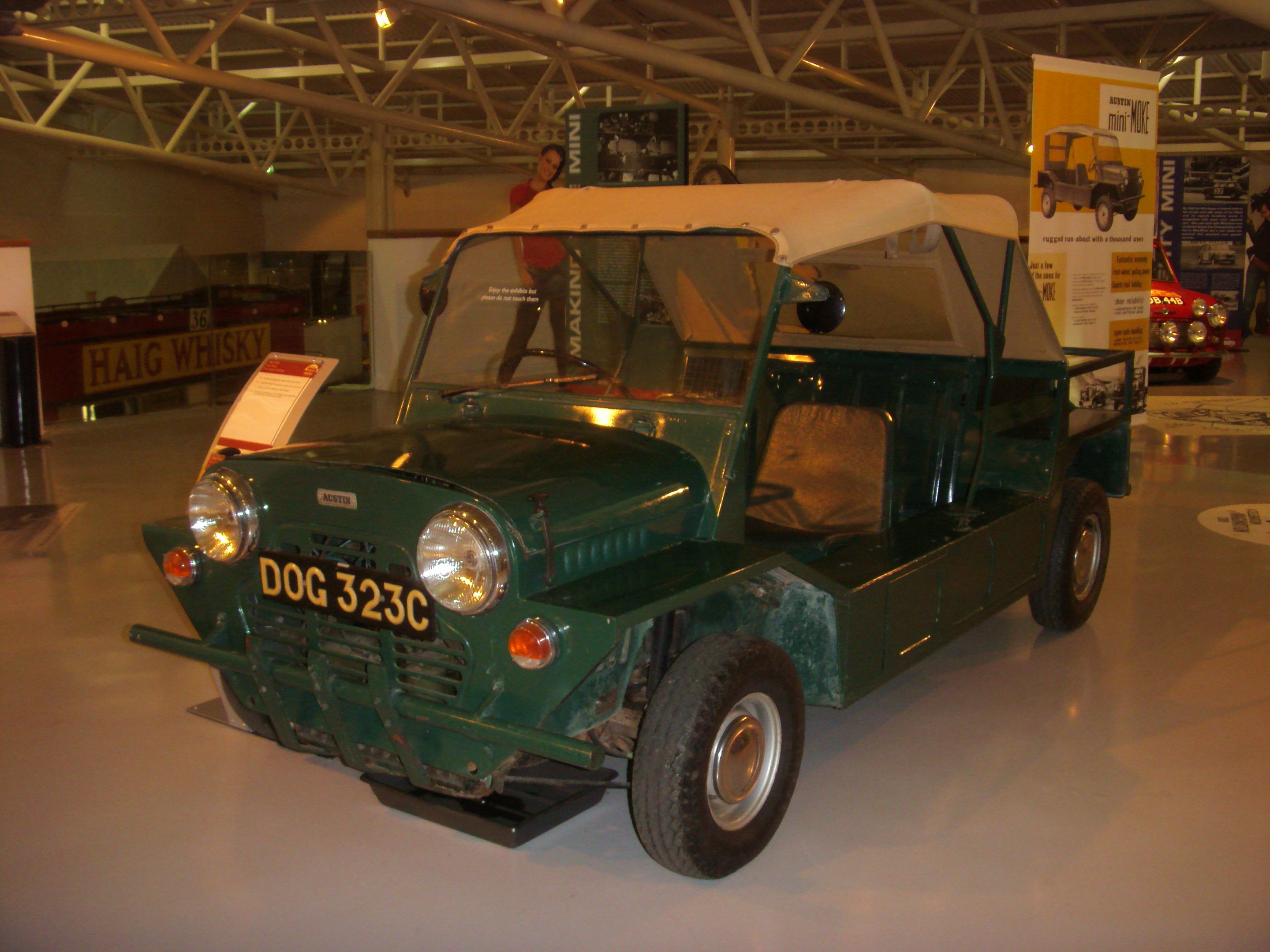
Moke Prototyp (1962)
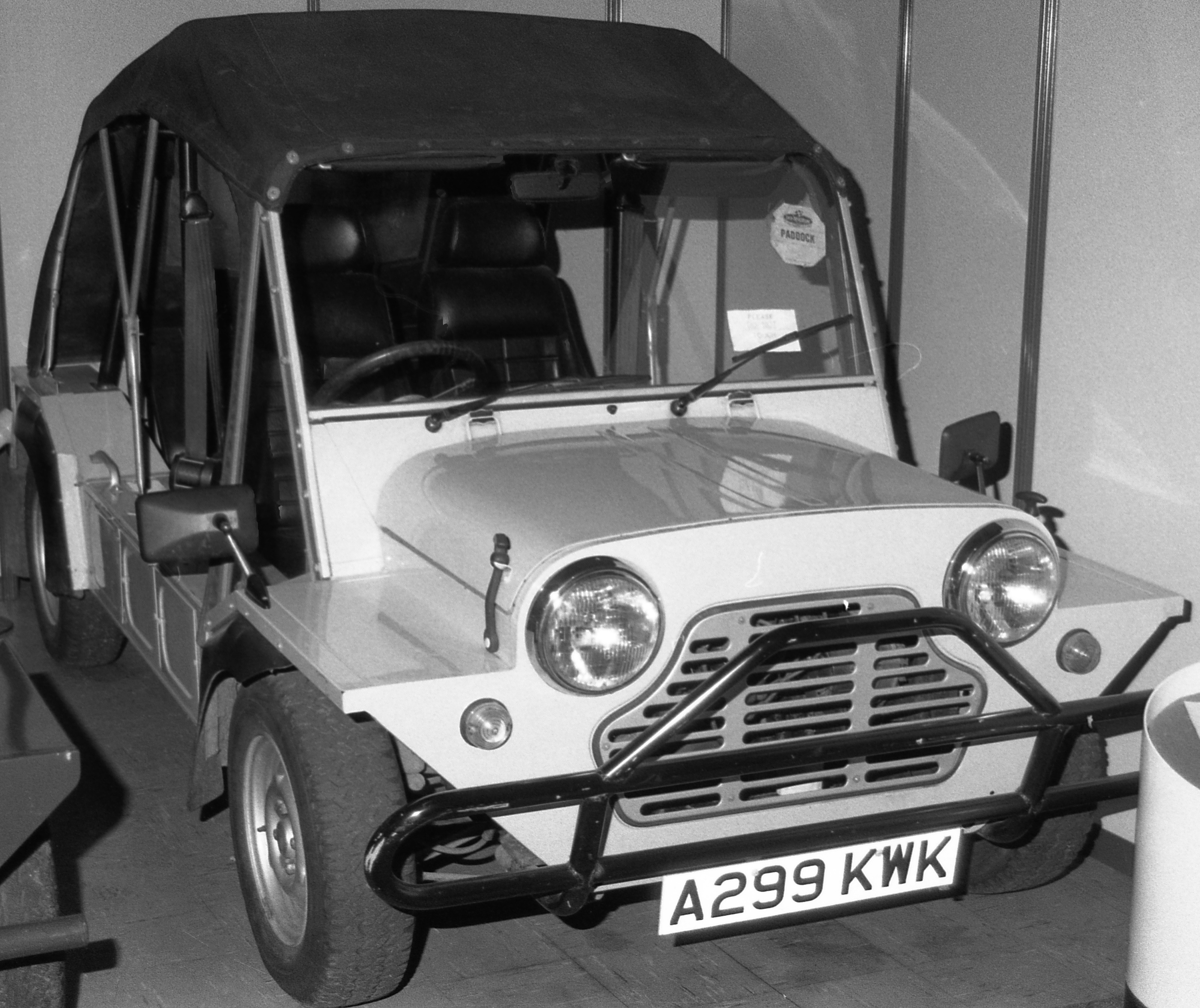
Mini Moke im Museum (April 1992)
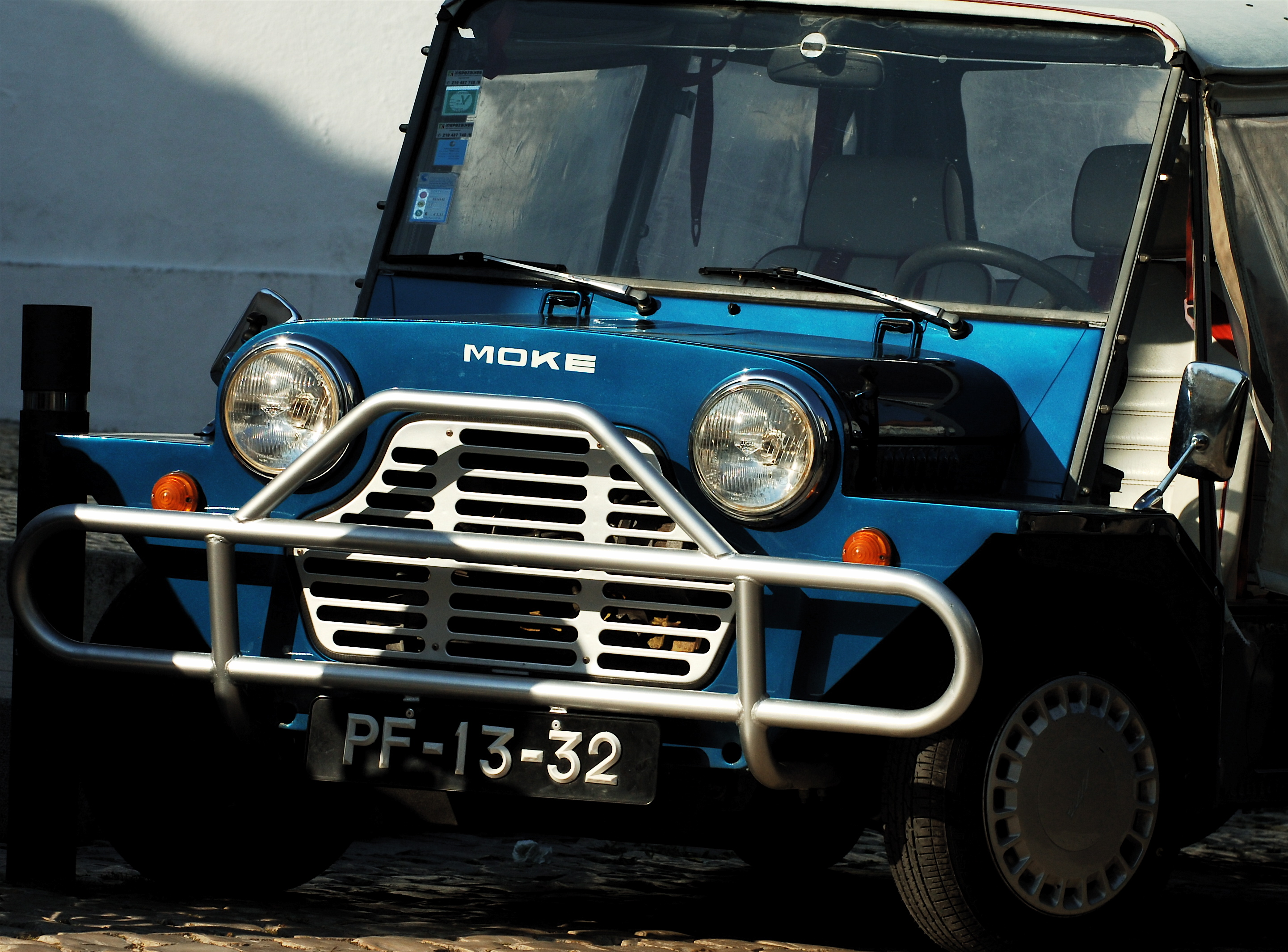
Portugal Moke Californian
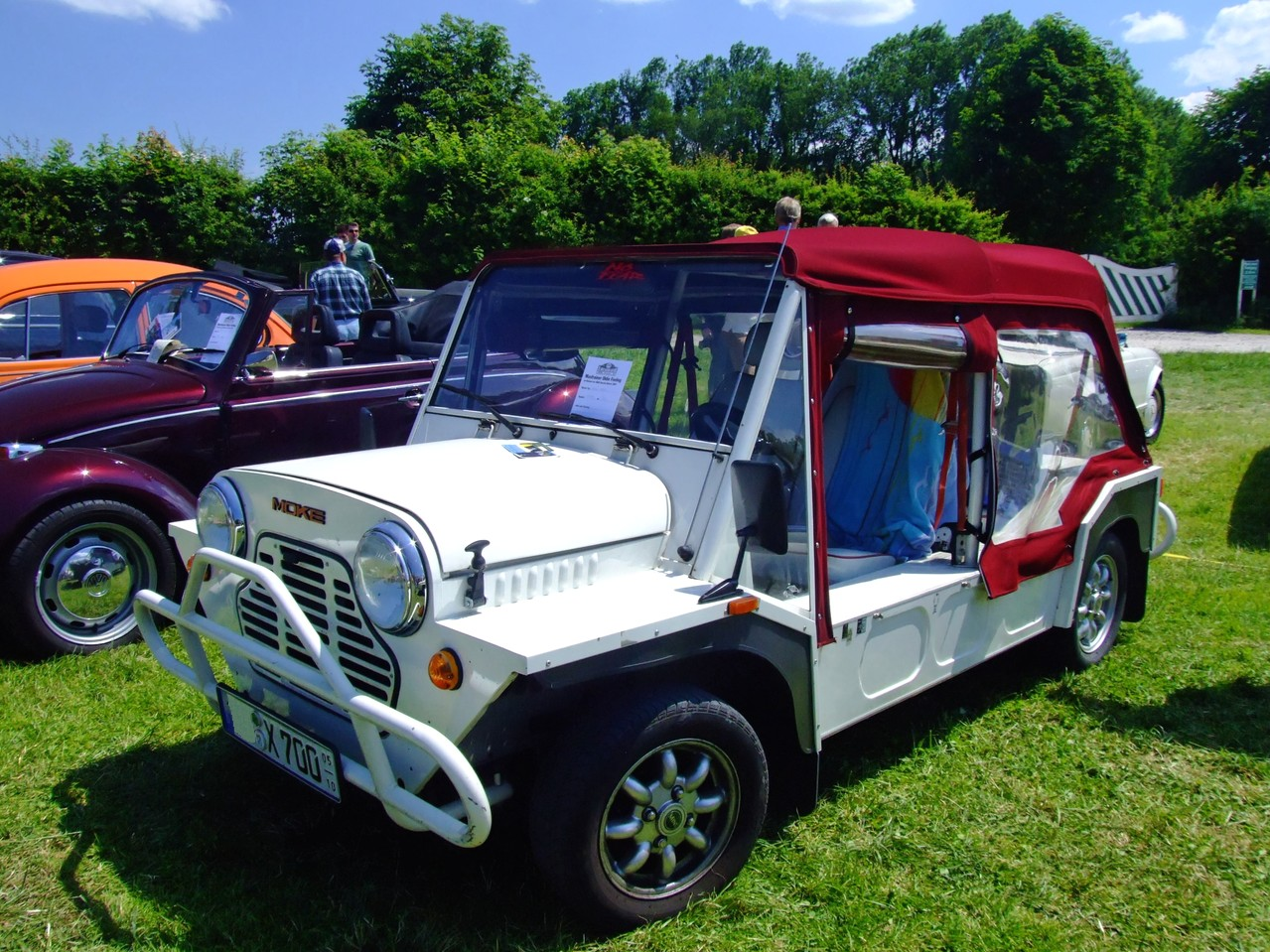
Portugal Moke (1979) Front
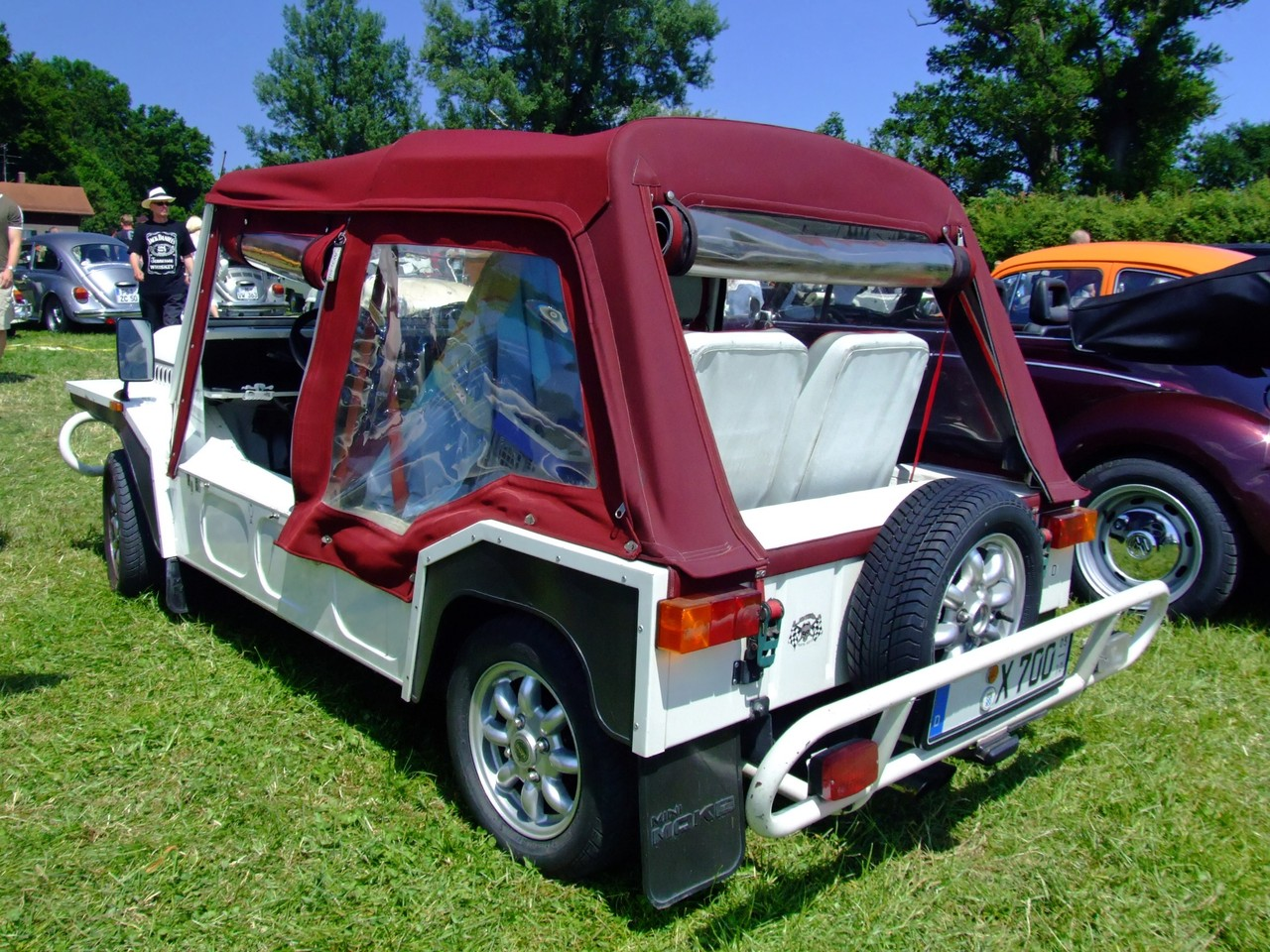
Portugal Moke (1979) Heck
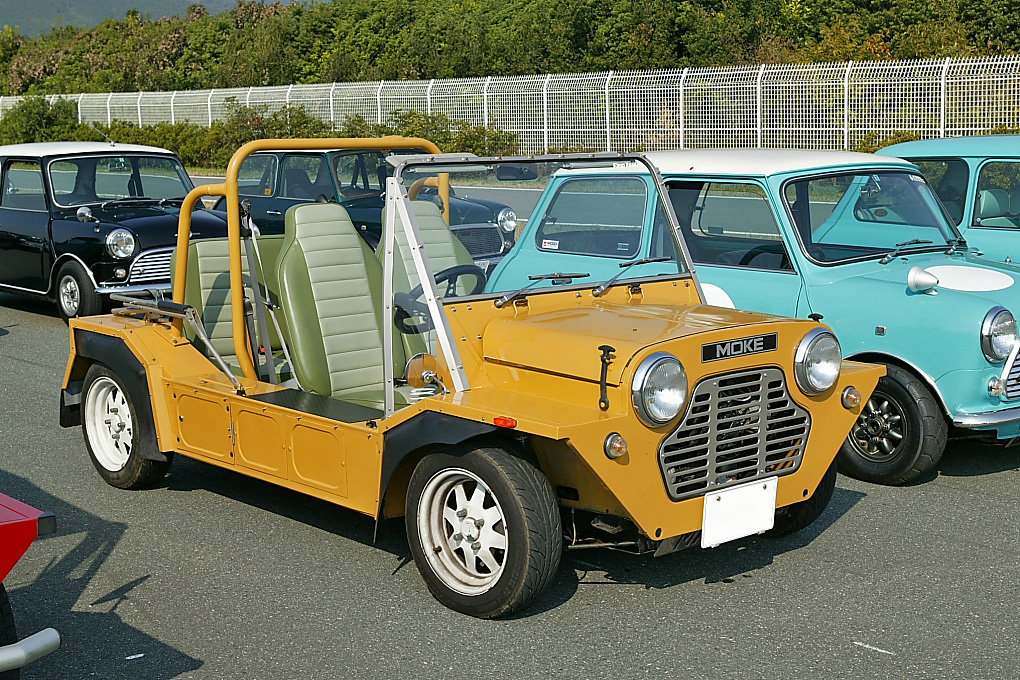
Australischer Moke
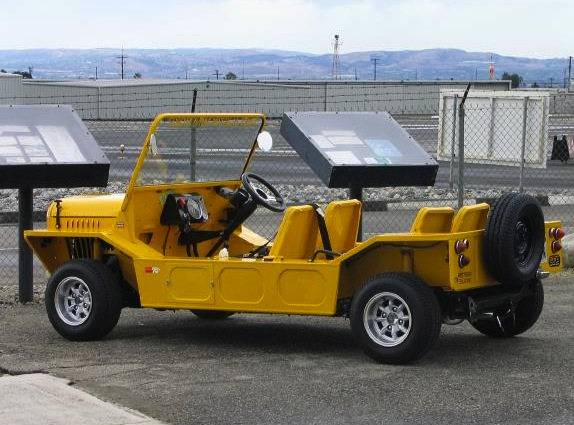
Austin Moke (1967)
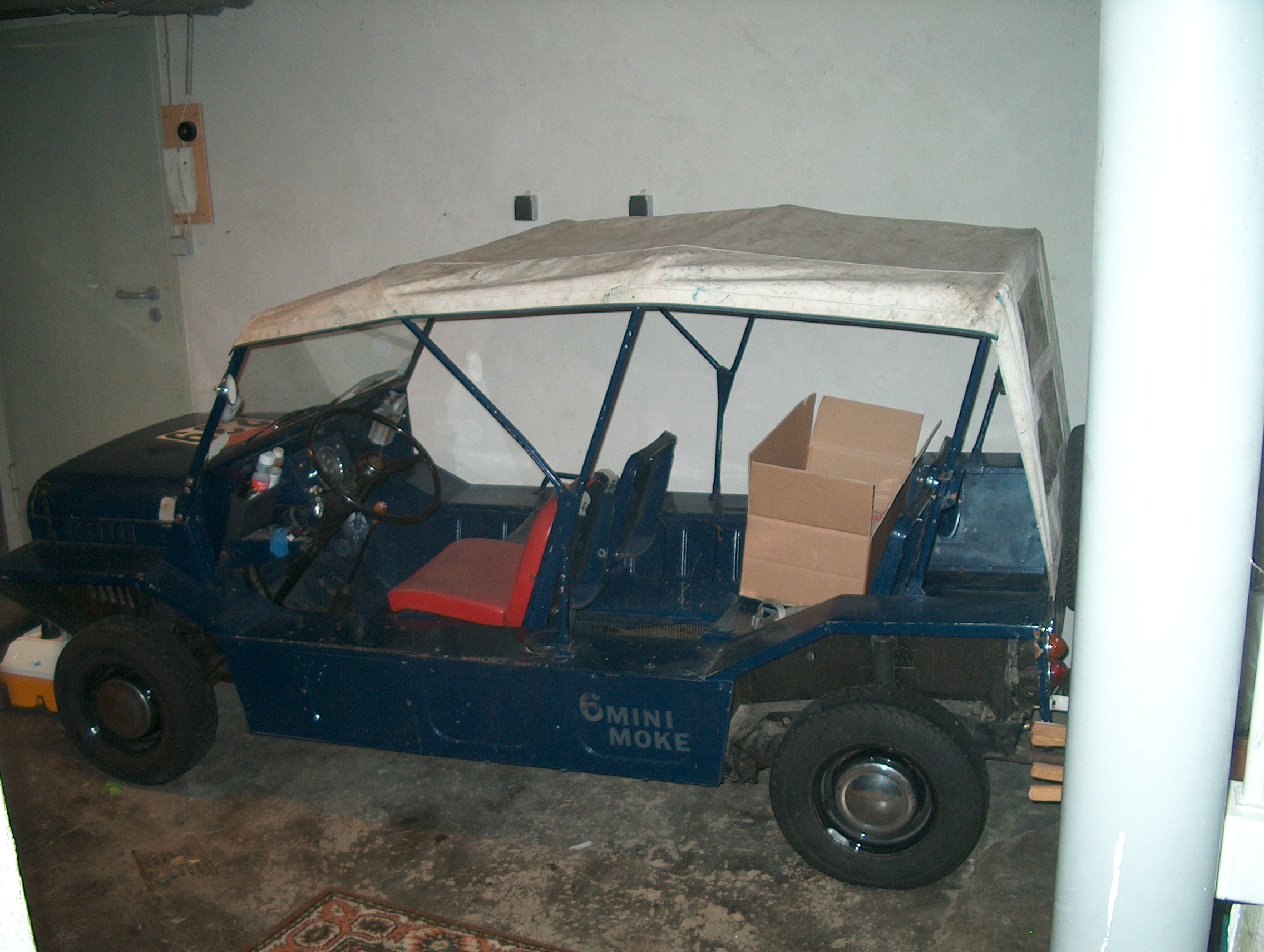
Austin Moke (August 1968)
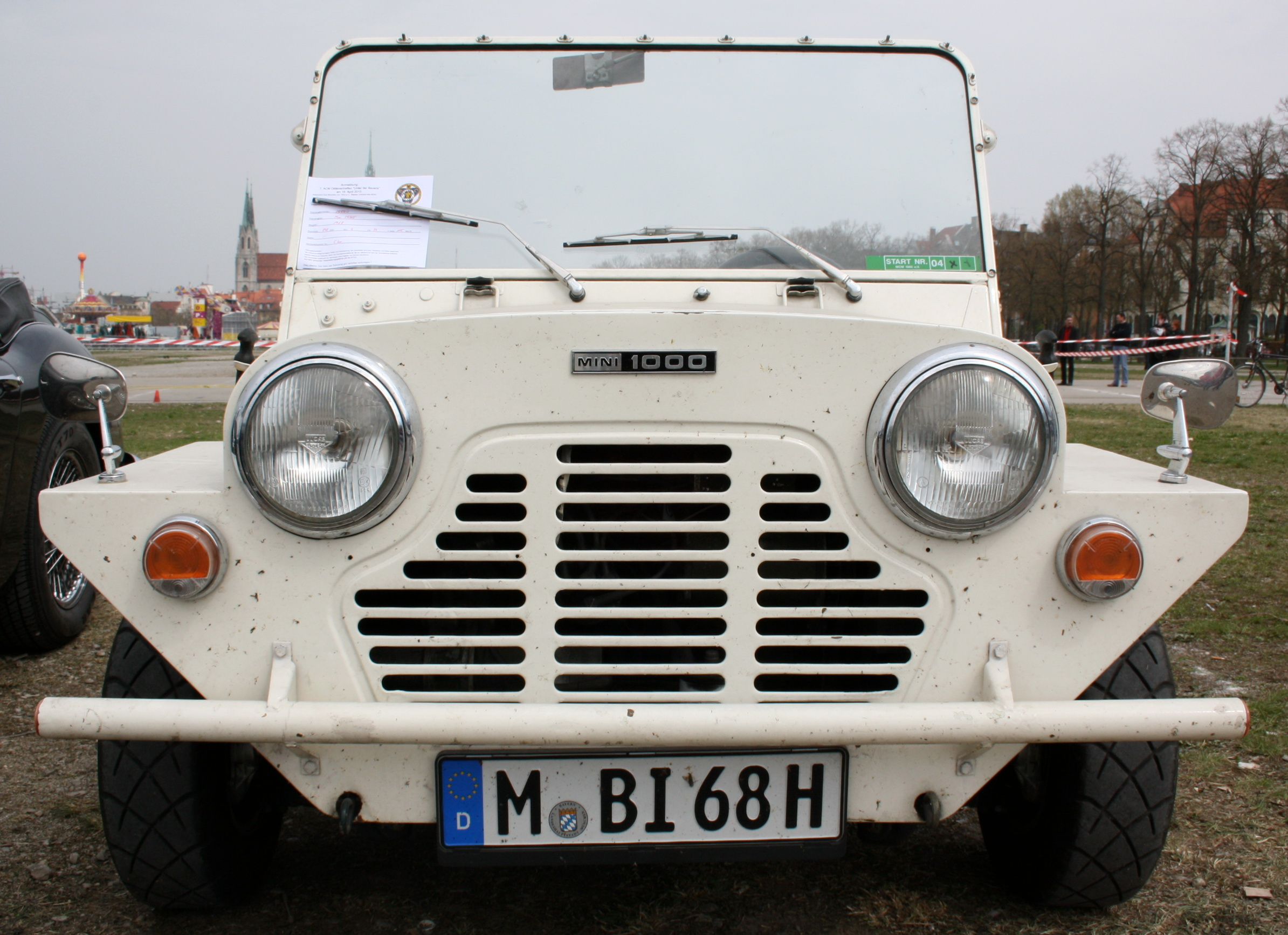
Morris Moke (1968) Front
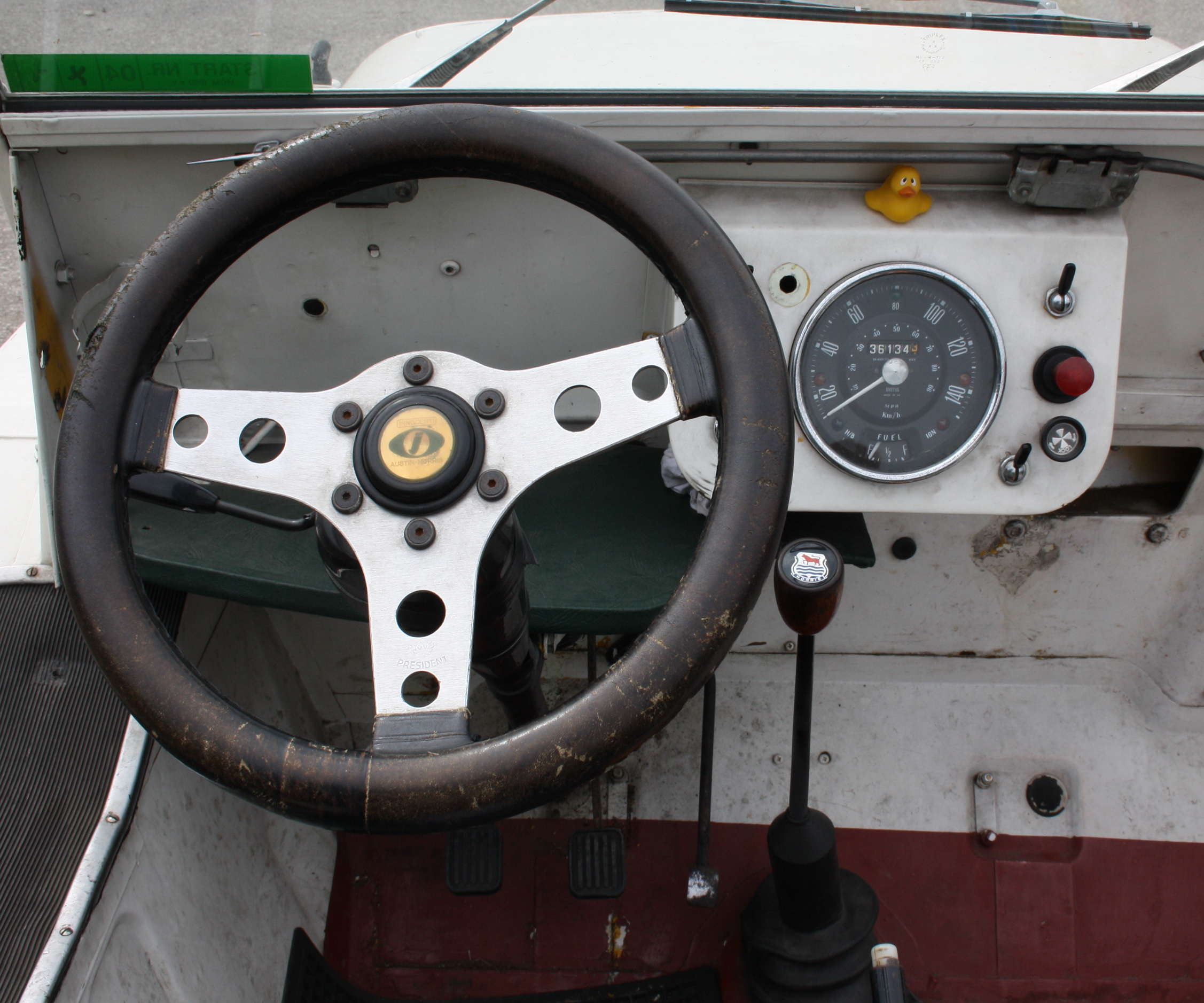
Morris Moke (1968), innen
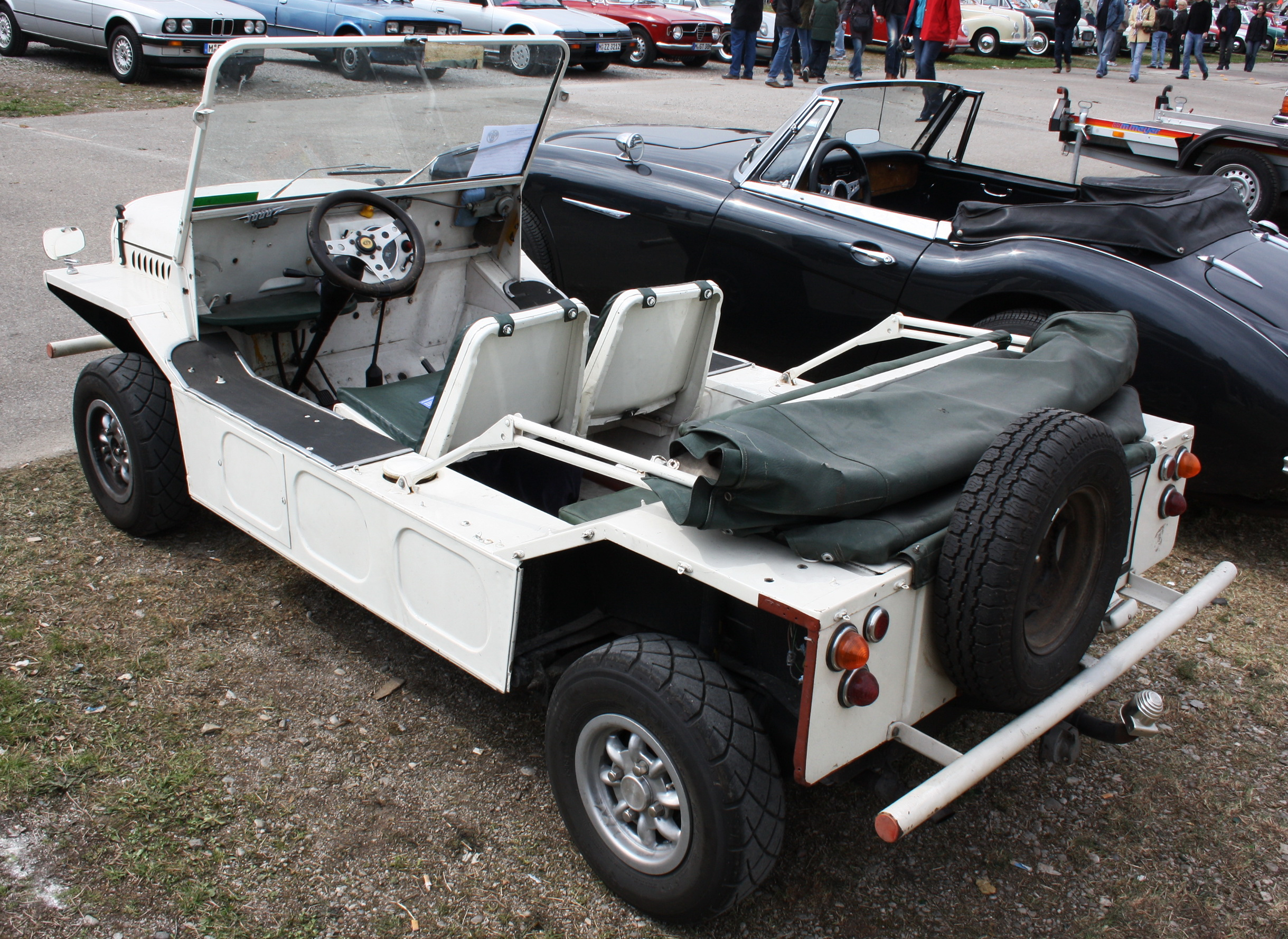
Morris Moke (1968) Seite